# Combustibile solido secondario

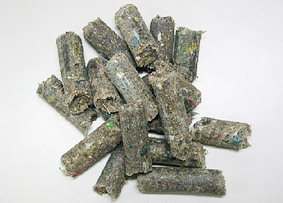
Pellet di combustibile solido secondario

Il combustibile solido secondario (CSS) è un tipo di combustibile derivato dalla lavorazione dei rifiuti urbani non pericolosi e speciali non pericolosi. Può essere suddiviso in due principali tipologie: il CSS e il CSS-combustibile, che differiscono per le loro caratteristiche chimico/fisiche e per la normativa applicabile. Il CSS-combustibile infatti, è materiale che ha cessato la qualifica di "rifiuto" e che pertanto viene considerato un nuovo prodotto. Il CSS rimane invece un rifiuto e la sua lavorazione, gestione e utilizzo può avvenire solo in impianti autorizzati alla gestione dei rifiuti. Il decreto legislativo n. 152/2006 (anche detto Testo Unico dell'Ambiente) ha introdotto la definizione di CSS, che abroga la precedente definizione di CDR (combustibile derivato da rifiuto), attraverso il decreto legislativo n. 205/2010 all'articolo 183, lettera cc).

## Descrizione
Il CSS è identificato da un codice CER (tipicamente 191210 - combustibile derivato da rifiuti), mentre il CSS-combustibile essendo un prodotto non viene più inquadrato nel regime della gestione dei rifiuti.
Il primo è definibile come combustibile solido ottenuto da rifiuti non pericolosi, utilizzato per il recupero di energia in impianti di incenerimento o co‐incenerimento, rispondente alle specifiche e alla classificazione data dalla UNI EN 15359:2011.
Il secondo è concepito come un "sottoinsieme" delle diverse tipologie possibili di combustibile solido secondario (CSS), che per le sue caratteristiche di classificazione e specificazione tali per cui sia possibile emettere una dichiarazione di conformità nel rispetto di quanto disposto all'articolo 8, comma 2 del Decreto ministeriale Ambiente 14 febbraio 2013, n. 22.  Tale distinzione porta ad avere il CSS parte rifiuto non pericoloso (definizione come da art. 184, comma 1, del D.Lgs. n. 152/2006) e parte prodotto commercializzato come combustibile.
La UNI 9903‐1 definisce il CDR (combustibile derivato da rifiuti) di qualità normale e quello di qualità elevata CDR-Q. Entrambi sono particolari CSS che in accordo alla UNI EN 15359 assumono una classe di CSS in base ai quantitativi di cloro e mercurio e in funzione del PCI (potere calorifico inferiore).
L'attuale scenario del CSS, essendo nuovo ed essendoci questa sovrapposizione tra CDR e CDR-Q come sottocategorie, ha generato nell'attuale scenario iniziale una confusione poco utile al dibattito sull'utilizzo delle categorie adibite a combustibile. In particolare modo l'articolo 8, comma 1, lettera b), del decreto ministeriale n. 22/2013 definisce CSS-combustibile, presi gli elementi della Tabella 1 - Classificazione dei combustibili solidi secondari (CSS) (da UNI EN 15359) ) "esclusivamente il combustibile solido secondario (CSS) con PCI e Cl (cloro) come definito dalle classi 1, 2, 3 e relative combinazioni, e per quanto riguarda l'Hg come definito dalle classi 1 e 2, elencati nella Tabella 1, riferite a ciascun sottolotto". L'errore interpretativo è dovuto al fatto che la classe III della UNI EN 15359:2011 è parzialmente compresa nella definizione di CSS-combustibile.
Può derivare dal trattamento di frazioni omogenee e opportunamente selezionate di rifiuti urbani, rifiuti industriali, rifiuti commerciali, rifiuti da costruzione e demolizione, fanghi da depurazione delle acque reflue civili e industriali non pericolosi, ecc.
Si presenta di solito in varie forme, addensate o meno. Può essere in forma di fluff (simile a coriandoli), in questo caso può essere lasciato sfuso oppure pressato in presse normalmente di forma parallelepipedo con peso da circa 500 a 1 000 kg ciascuna e di norma filmate su tutti i lati con una pellicola di polietilene. Oppure può essere in forma addensata e in questo caso si può presentare come pellet, bricchette o in forma granulare.

## Fasi produttive

### Eliminazione delle frazioni organiche o non combustibili
Nella normativa italiana il CSS trova la sua definizione all'articolo 183, comma 1, lettera cc), del d. lgs. n. 152/2006, come modificato dal d. lgs. 3 dicembre 2010, n. 205. Esso viene ottenuto tramite processi volti a eliminare i materiali non combustibili (vetro, metalli, inerti) e la frazione umida (la materia organica come gli scarti alimentari, agricoli, ecc.).
La parte non combustibile dei rifiuti e non recuperabile in altro modo viene raccolta e, dopo essere stata raggruppata in unità di dimensioni e peso standard, destinata alla discarica o al riciclaggio.

### Confezionamento
I rifiuti adatti (in genere soprattutto plastiche che - come derivati del petrolio - hanno un discreto potere calorifico), così selezionati, prendono il nome di residuo secco combustibile. Successivamente alla selezione, vengono triturati e aggregati in grossi blocchi chiusi con vari strati di pellicola plastica. La produzione deve avvenire in impianti idonei al contenimento delle emissioni di polveri e al deposito dei rifiuti nelle diverse fasi di trattamento.
Viene ammesso dalla legge, in fase di produzione, l'utilizzo, per non più del 50% in peso, di alcuni rifiuti riciclabili quali le plastiche non clorurate (PET, PE, ecc.), poliaccoppiati plastici (come gli imballaggi multimateriale plastica-alluminio o plastica-alluminio-carta), gomme sintetiche non clorurate, resine e fibre sintetiche non contenenti cloro. L'attenzione della normativa all'assenza di cloro è giustificata dal fatto che esso causa la produzione di diossine durante la combustione.
Il processo di ottenimento del RDF prevede varie fasi, distinte a seconda della qualità del combustibile da ottenere e del materiale di partenza.
Le principali operazioni sono:
- Triturazione e riduzione dimensionale del materiale;
- Deferrizzazione, attraverso separatori elettromagnetici;
- Eventuale deumidificazione e stabilizzazione della frazione organica;
- Asportazione di metalli non ferrosi;
- Asportazione di materiali inerti (vetro, ceramiche, sassi, sabbia, inerti…);
- Eventuale triturazione ulteriore per adattare la pezzatura in funzione della tecnologia di termoutilizzazione;
- Eventuali essiccamento, addensamento o pellettizzazione, in base alla modalità di alimentazione degli impianti

#### Classificazione del CSS
I CSS sono classificati in base ai seguenti tre parametri:
- il potere calorifico inferiore (indice del valore energetico e quindi economico);
- il contenuto di cloro (indice del grado di aggressività sugli impianti);
- il contenuto di mercurio (indice della rilevanza dell'impatto ambientale).

A seconda della combinazione dei tre parametri sono individuati 125 tipologie diverse di CSS. Solo quelle classificate classe I e classe II sono prodotti per la combustione. La classe III è un rifiuto non pericoloso.

## Applicazioni
Il CSS si utilizza nei seguenti impianti, con finalità il recupero energetico (energia elettrica e/o termica):
- cementifici. Il CSS (Classe I e II) consente alcuni benefici: gli elevati tempi di permanenza ad alte temperature permettono la distruzione totale delle sostanze organiche inquinanti; la miscela è basica, quindi neutralizza eventuali gas acidi liberati nella combustione; eventuali metalli pesanti vengono fissati nelle ceneri e nelle polveri;
- inceneritori. Rispetto a quelli per smaltimento di RSU, gli inceneritori che utilizzano CSS (Classe III) hanno rendimenti termici migliori (dovuti al minore contenuto di frazioni inerti e umidità) e caratteristiche costruttive più vantaggiose, in particolare dimensioni più contenute e sistemi di abbattimento semplificati;
- centrali termoelettriche (classe I);
- impianti per la produzione della calce (classe I e II);
- impianti siderurgici (classe I);
- impianti di gassificazione;
- centrali termiche per teleriscaldamento (classe I e II).

Gli impianti che utilizzano il CSS come combustibile, possono essere dedicati oppure impianti già esistenti che utilizzano anche combustibili tradizionali, in entrambi i casi gli impianti sono caratterizzati da tecnologie di combustione e di depurazione dei fumi in grado di rispettare i limiti normativi.
In Italia il CSS può essere utilizzato come combustibile, esclusivamente se riconosciuto come CSS-combustibile, nei cementifici aventi capacità di produzione superiore a 500 ton/g di clinker e nelle centrali termoelettriche con potenza termica di combustione superiore a 50 MW.

## La co-combustione del CSS
La co-combustione di CSS in impianti industriali esistenti risulta essere, allo stato attuale, una tecnica con interessanti prospettive di sviluppo. Il CSS può essere utilizzato in co-combustione in impianti alimentati con polverino di carbone o con altri combustibili solidi alternativi. Uno dei più interessanti utilizzi in co-combustione è a oggi quello effettuato nella Centrale termoelettrica Andrea Palladio dell'Enel a Fusina (VE) dove attraverso l'utilizzo di CSS in miscela al 5% si è ottenuto di ridurre il consumo di carbone fossile. L'analisi del ciclo di vita del processo porta a una valutazione indubbiamente positiva. A oggi l'unico CSS omologato per l'utilizzo in co-combustione come combustibile sostitutivo del carbone in grandi centrali elettriche risulta quello prodotto negli impianti di Ecoprogetto Venezia, società del gruppo Veritas.

## Rifiuti non pericolosi non ammessi per la produzione del CSS-combustibile
In base all'articolo 6 comma 1 del DM Ambiente 14 febbraio 2013, n. 22 nell'allegato 2 sono elencati i rifiuti non pericolosi non ammessi come materia prima per la realizzazione del CSS-combustibile.
Questi sono i rifiuti contrassegnati con specifici codici:
1. Codice 99
2. Rifiuti contrassegnati con i codici dei seguenti capitoli:
  1. Capitolo 1 (Rifiuti derivanti da prospezione, estrazione da miniera o cava, nonché dal trattamento fisico o chimico di minerali)
  2. Capitolo 6 (Rifiuti dei processi chimici inorganici)
  3. Capitolo 8 (Rifiuti della produzione, formulazione, fornitura ed uso di rivestimenti (pitture, vernici e smalti vetrati), adesivi, sigillanti e inchiostri per stampa)
  4. Capitolo 9 (Rifiuti dell'industria fotografica) ad eccezione del codice 09 01 08 (carta e pellicole per fotografia, non contenenti argento o composti dell'argento)
  5. Capitolo 11 (Rifiuti prodotti dal trattamento chimico superficiale e dal rivestimento di metalli ed altri materiali; idrometallurgia non ferrosa)
  6. Capitolo 13 (Oli esauriti e residui di combustibili liquidi (tranne oli commestibili ed oli di cui ai capitoli 05, 12 e 19))
  7. Capitolo 14 (Solventi organici, refrigeranti e propellenti di scarto (tranne 07 e 08))
  8. Capitolo 18 (Rifiuti prodotti dal settore sanitario e veterinario o da attività di ricerca collegate (tranne i rifiuti di cucina e di ristorazione non direttamente provenienti da trattamento terapeutico)
3. Rifiuti contrassegnati con i seguenti sottocapitoli:
  1. Sottocapitolo 10 02 rifiuti dell'industria del ferro e dell'acciaio
  2. Sottocapitolo 10 03 rifiuti della metallurgia termica dell'alluminio
  3. Sottocapitolo 10 04 rifiuti della metallurgia termica del piombo
  4. Sottocapitolo 10 05 rifiuti della metallurgia termica dello zinco
  5. Sottocapitolo 10 06 rifiuti della metallurgia termica del rame
  6. Sottocapitolo 10 07 rifiuti della metallurgia termica di argento, oro e platino
  7. Sottocapitolo 10 08 rifiuti della metallurgia termica di altri minerali non ferrosi
  8. Sottocapitolo 10 09 rifiuti della fusione di materiali ferrosi
  9. Sottocapitolo 10 10 rifiuti della fusione di materiali non ferrosi
  10. Sottocapitolo 10 11 rifiuti della fabbricazione del vetro e di prodotti di vetro
  11. Sottocapitolo 10 12 rifiuti della fabbricazione di prodotti di ceramica, mattoni, mattonelle e materiali da Costruzione
  12. Sottocapitolo 10 13 rifiuti della fabbricazione di cemento, calce e gesso e manufatti di tali materiali
  13. Sottocapitolo 12 03 rifiuti prodotti da processi di sgrassatura ad acqua e vapore (tranne 11)
  14. Sottocapitolo 16 03 prodotti fuori specifica e prodotti inutilizzati
  15. Sottocapitolo 16 04 esplosivi di scarto
  16. Sottocapitolo 16 07 rifiuti della pulizia di serbatoi per trasporto e stoccaggio e di fusti (tranne 05 e 13)
  17. Sottocapitolo 16 08 catalizzatori esauriti
  18. Sottocapitolo 16 09 sostanze ossidanti
  19. Sottocapitolo 16 10 rifiuti liquidi acquosi destinati ad essere trattati fuori sito
  20. Sottocapitolo 16 11 scarti di rivestimenti e materiali refrattari
  21. Sottocapitolo 17 01 cemento, mattoni, mattonelle e ceramiche
  22. Sottocapitolo 17 03 miscele bituminose, catrame di carbone e prodotti contenenti catrame
  23. Sottocapitolo 17 04 metalli (incluse le loro leghe)
  24. Sottocapitolo 17 05 terra (compreso il terreno proveniente da siti contaminati), rocce e fanghi di dragaggio
  25. Sottocapitolo 17 06 materiali isolanti e materiali da costruzione contenenti amianto) ad eccezione del codice 17 06 04 (materiali isolanti diversi da quelli di cui alle voci 17 06 01 e 17 06 03
  26. Sottocapitolo 17 08 materiali da costruzione a base di gesso
  27. Sottocapitolo 17 09 altri rifiuti dell'attività di costruzione e demolizione
  28. Sottocapitolo 19 01 rifiuti da incenerimento o pirolisi di rifiuti
  29. Sottocapitolo 19 02 rifiuti prodotti da specifici trattamenti chimico-fisici di rifiuti industriali (comprese decromatazione, decianizzazione, neutralizzazione)
  30. Sottocapitolo 19 03 rifiuti stabilizzati/solidificati
  31. Sottocapitolo 19 04 rifiuti vetrificati e rifiuti di vetrificazione
  32. Sottocapitolo 19 06 rifiuti prodotti dal trattamento anaerobico dei rifiuti (ad eccezione del 19 06 04 digestato prodotto dal trattamento anaerobico dei rifiuti urbani)
  33. Sottocapitolo 19 07 percolato di discarica
  34. Sottocapitolo 19 08 rifiuti prodotti dagli impianti per il trattamento delle acque reflue, non specificati altrimenti (ad eccezione del 19 08 01 vaglio e 19 08 05 fanghi prodotti dal trattamento della acque reflue urbane)
  35. Sottocapitolo 19 09 rifiuti prodotti dalla potabilizzazione dell'acqua o dalla sua preparazione per uso industriale (ad eccezione del 19 09 01 vaglio)
  36. Sottocapitolo 19 10 rifiuti prodotti da operazioni di frantumazione di rifiuti contenenti metallo
  37. Sottocapitolo 19 13 rifiuti prodotti dalle operazioni di bonifica di terreni e risanamento delle acque di falda
4. Fanghi e rifiuti organici e sottoprodotti con i seguenti codici:
  1. 02 01 01 fanghi da operazioni di lavaggio e pulizia
  2. 02 01 06 feci animali, urine e letame (comprese le lettiere usate), effluenti, raccolti separatamente e trattati fuori sito
  3. 02 01 09 rifiuti agrochimici diversi da quelli della voce 02 01 08
  4. 02 01 10 rifiuti metallici
  5. 02 02 01 fanghi da operazioni di lavaggio e pulizia
  6. 02 02 04 fanghi prodotti dal trattamento in loco degli effluenti
  7. 02 03 01 fanghi prodotti da operazioni di lavaggio, pulizia, sbucciatura, centrifugazione e separazione di componenti
  8. 02 03 05 fanghi prodotti dal trattamento in loco degli effluenti
  9. 02 04 01 terriccio residuo delle operazioni di pulizia e lavaggio delle barbabietole
  10. 02 04 02 carbonato di calcio fuori specifica
  11. 02 04 03 fanghi prodotti dal trattamento in loco degli effluenti
  12. 02 05 02 fanghi prodotti dal trattamento in loco degli effluenti
  13. 02 06 03 fanghi prodotti dal trattamento in loco degli effluenti
  14. 02 07 05 fanghi prodotti dal trattamento in loco degli effluenti
  15. 03 03 02 fanghi di recupero dei bagni di macerazione (green liquor)
  16. 04 01 01 carniccio e frammenti di calce
  17. 04 01 04 liquido di concia contenente cromo
  18. 04 01 05 liquido di concia non contenente cromo
  19. 04 01 06 fanghi, prodotti in particolare dal trattamento in loco degli effluenti, contenenti cromo
  20. 04 01 07 fanghi, prodotti in particolare dal trattamento in loco degli effluenti, non contenenti cromo
  21. 04 01 08 cuoio conciato (scarti, cascami, ritagli, polveri di lucidatura) contenenti cromo
  22. 04 02 10 materiale organico proveniente da prodotti naturali (ad es. grasso, cera)
  23. 04 02 17 tinture e pigmenti, diversi da quelli di cui alla voce 04 02 16
  24. 04 02 20 fanghi prodotti dal trattamento in loco degli effluenti, diversi da quelli di cui alla voce 04 02 19
  25. 05 01 10 prodotti dal trattamento in loco degli effluenti, diversi da quelli di cui alla voce 05 01 09
  26. 05 01 13 fanghi residui dell'acqua di alimentazione delle caldaie
  27. 05 01 14 rifiuti prodotti dalle torri di raffreddamento
  28. 05 01 16 rifiuti contenenti zolfo prodotti dalla desolforizzazione del petrolio
  29. 05 01 17 bitumi
  30. 05 06 04 rifiuti prodotti dalle torri di raffreddamento
  31. 05 07 02 rifiuti contenenti zolfo
  32. 07 01 12 fanghi prodotti dal trattamento in loco degli effluenti, diversi da quelli di cui alla voce 07 01 11
  33. 07 02 12 prodotti dal trattamento in loco degli effluenti, diversi da quelli di cui alla voce 07 02 11
  34. 07 03 12 fanghi prodotti dal trattamento in loco degli effluenti, diversi da quelli di cui alla voce 07 03 11
  35. 07 04 12 fanghi prodotti dal trattamento in loco degli effluenti, diversi da quelli di cui alla voce 07 04 11
  36. 07 05 12 fanghi prodotti dal trattamento in loco degli effluenti, diversi da quelli di cui alla voce 07 05 11
  37. 07 06 12 fanghi prodotti dal trattamento in loco degli effluenti, diversi da quelli di cui alla voce 07 06 11
  38. 07 07 12 fanghi prodotti dal trattamento in loco degli effluenti, diversi da quelli di cui alla voce 07 07 11
  39. 10 01 01 ceneri pesanti, scorie e polveri di caldaia (tranne le polveri di caldaia di cui alla voce 10 01 04)
  40. 10 01 02 ceneri leggere di carbone
  41. 10 01 03 ceneri leggere di torba e di legno non trattato
  42. 10 01 05 rifiuti solidi prodotti da reazioni a base di calcio nei processi di desolforazione dei fumi
  43. 10 01 07 rifiuti fangosi prodotti da reazioni a base di calcio nei processi di desolforazione dei fumi
  44. 10 01 15 ceneri pesanti, scorie e polveri di caldaia prodotte dal coincenerimento, diverse da quelli di cui alla voce 10 01 14
  45. 10 01 17 ceneri leggere prodotte dal coincenerimento, diverse da quelle di cui alla voce 10 01 16
  46. 10 01 19 rifiuti prodotti dalla depurazione dei fumi, diversi da quelli di cui alle voci 10 01 05, 10 01 07 e 10 01 18
  47. 10 01 21 fanghi prodotti dal trattamento in loco degli effluenti, diversi da quelli di cui alla voce 10 01 20
  48. 10 01 23 fanghi acquosi da operazioni di pulizia caldaie, diversi da quelli di cui alla voce 10 01 22
  49. 10 01 24 sabbie dei reattori a letto fluidizzato
  50. 10 01 25 rifiuti dell'immagazzinamento e della preparazione del combustibile delle centrali a carbone
  51. 10 01 26 rifiuti prodotti dal trattamento delle acque di raffreddamento
  52. 12 01 01 limatura e trucioli di materiali ferrosi
  53. 12 01 02 polveri e particolato di materiali ferrosi
  54. 12 01 03 limatura e trucioli di materiali non ferrosi
  55. 12 01 04 polveri e particolato di materiali non ferrosi
  56. 12 01 13 rifiuti di saldatura
  57. 12 01 15 fanghi di lavorazione, diversi da quelli di cui alla voce 12 01 14
  58. 12 01 17 materiale abrasivo di scarto, diverso da quello di cui alla voce 12 01 16
  59. 12 01 21 corpi d'utensile e materiali di rettifica esauriti, diversi da quelli di cui alla voce 12 01 20
  60. 15 01 04 imballaggi metallici
  61. 15 01 07 imballaggi in vetro
  62. 16 01 06 veicoli fuori uso, non contenenti liquidi né altre componenti pericolose
  63. 16 01 12 pastiglie per freni, diverse da quelle di cui alla voce 16 01 11
  64. 16 01 15 liquidi antigelo diversi da quelli di cui alla voce 16 01 14
  65. 16 01 16 serbatoi per gas liquido
  66. 16 01 17 metalli ferrosi
  67. 16 01 18 metalli non ferrosi
  68. 16 01 20 vetro
  69. 16 02 14 apparecchiature fuori uso, diverse da quelle di cui alle voci da 16 02 09 a 16 02 13
  70. 16 05 05 gas in contenitori a pressione, diversi da quelli di cui alla voce 16 05 04
  71. 16 05 09 sostanze chimiche di scarto diverse da quelle di cui alle voci 16 05 06, 16 05 07 e 16 05 08
  72. 16 06 04 batterie alcaline (tranne 16 06 03)
  73. 16 06 05 altre batterie ed accumulatori
  74. 17 02 02 vetro
  75. 19 08 09 miscele di oli e grassi prodotte dalla separazione olio/acqua, contenenti esclusivamente oli e grassi commestibili
  76. 19 10 01 rifiuti di ferro e acciaio
  77. 19 10 02 rifiuti di metalli non ferrosi
  78. 19 12 02 metalli ferrosi
  79. 19 12 03 metalli non ferrosi
  80. 19 12 05 vetro
  81. 19 12 09 minerali (ad esempio sabbia, rocce)
  82. 20 01 02 vetro
  83. 20 01 28 vernici, inchiostri, adesivi e resine diversi da quelli di cui alla voce 20 01 27
  84. 20 01 30 detergenti diversi da quelli di cui alla voce 20 01 29
  85. 20 01 32 medicinali diversi da quelli di cui alla voce 20 01 31
  86. 20 01 34 batterie e accumulatori diversi da quelli di cui alla voce 20 01 33
  87. 20 01 36 apparecchiature elettriche ed elettroniche fuori uso, diverse da quelle di cui alle voci 20 01 21, 20 01 23 e 20 01 35
  88. 20 01 40 metallo
  89. 20 01 41 rifiuti prodotti dalla pulizia di camini e ciminiere
  90. 20 02 02 terra e roccia